# Фулия Зенгинер
Фулия Зенгинер (на турски: Fulya Zenginer) е турска актриса.

## Биография и творчество
Родена е в Истанбул на 21 юли 1989 г. Основното и средното си образование завършва в Зейтинбурну, а висшето – в университета Бакъркьой. Учи и „Връзки с обществеността“.

## Филмография
- 2006 – 2008 Doktorlar – като Ханде
- 2006 İki Aile – като Еда
- 2008 – 2010 Küçük Kadınlar („Малки жени“) – като Йелиз Гезиджи
- 2011 Tövbeler Tövbesi – като Фидан
- 2012 Sağ Sağlim – като Нидал
- 2012 – 2014 Benim İçin Üzülme – като Буке
- 2013 El Cin